# 김오성 (축구인)
김오성(한국 한자: 金五星, 1986년 8월 16일 ~ )은 대한민국의 전 축구 선수이자 현 축구 해설가로 과거 포지션은 공격수였다.

## 클럽 경력
2009년 신인 드래프트로 대구 FC에 입단했다. 2009 시즌 12 라운드 수원 삼성 블루윙즈와의 경기에서 82분 교체 투입되며 대구에서 첫 출장을 기록하였고 시즌 동안 K리그에 5경기 출장하였다. 이후 2010 시즌에는 오직 1경기만 출장하였다. 2011년 병역의무를 위해 경찰 축구단에 입단하였다.